# کیم فیلبی
هارولد آدریان راسل «کیم» فیلبی (۱۹۱۲–۱۹۸۸) (به انگلیسی: Kim Philby) یکی از معروف‌ترین جاسوسهای قرن ۲۰ در جهان بود که در پست ریاست بخش ضد‌جاسوسی شوروی در سازمان جاسوسی خدمات مخفی اطلاعاتی بریتانیا ام‌آی۶ برای شوروی جاسوسی می‌کرد.

## زندگی
فیلبی در کتاب خاطرات خود می‌گوید که در دانشگاه کمبریج سوسیالیست بود و بعد از دوره دانشگاه به استخدام روزنامه تایمز لندن درآمد و به عنوان خبرنگار جنگی به اسپانیا در زمان جنگ داخلی اسپانیا فرستاده شد، در اسپانیا به علت مشاهده عملکرد نیروهای فاشیستی به رهبری ژنرال فرانکو علیه مردم اسپانیا و جمهوری خواهان تصمیم به یاری جمهوری خواهان اسپانیا گرفت و در این جریان با نیروهای ارتش شوروی که برای کمک به ارتش جمهوری خواهان در اسپانیا بودند آشنا شد، و این تماس‌ها را بعد از جنگ داخلی اسپانیا نیز در طول جنگ دوم جهانی ادامه داد، وی تا سال ۱۹۶۴ بر راس اداره ضد جاسوسیِ ام‌آی۶ انگلیس در پست رئیس قسمت ضد شوروی «خدمت کرد».
سال ۱۹۶۴ پس از به خطر افتادن وی و خطر کشفش به شوروی فرار کرد، در آنجا رئیس بخش ضد جاسوسی کاگ‌ب در قسمت اداره ویژه انگلیس بود. فیلبی در سال ۱۹۸۸ در مسکو بر اثر حمله قلبی درگذشت.